# Bundesstraße 6n
La Bundesstraße 6n désigne plusieurs nouvelles sections de la Bundesstraße 6 en Allemagne, qui remplacent ou contournent le parcours précédent de cette Bundesstraße.

## Brême
À Brême, Bundesstraße 6n est le nom d'un nouveau tronçon de la Bundesstraße 6, qui sert de voie de desserte entre Brême et Arsten (jusqu'à l'A 1), tandis que le parcours original de la B 6 de Brême passait par la jonction de Brinkum/Brême, plus au sud-ouest). De nouveaux projets de construction de la B 6n plus à l'est de Weyhe-Sudweyhe, Syke-Barrien et Syke comme route de contournement sont rejetés à maintes reprises.
Bundesstraße 6n est également la désignation d'un nouveau tronçon de la Bundesstraße 6 à Brême, qui est prévu dans le Plan fédéral d'infrastructure de transport 2030, de la Bundesautobahn 281, qui doit être prolongée, à l'aéroport jusqu'à l'A 1 près de Brinkum.

## Goslar–Bad Harzburg/Vienenburg–Bernburg
Une nouvelle section entre le B 82/B 241 à Goslar et l'échangeur autoroutier de Bad Harzburger (anciennement BAB 395) est construite en 1987 sous le nom de B 6n et plus tard renommée B 6. Sa partie orientale était initialement prévue comme BAB 36.
Le projet de construction de l'échangeur autoroutier de Vienenburg (anciennement BAB 395) au futur croisement de Wolfen (BAB 9) est initialement appelé B 6n et jusqu'au 31 décembre 2018 sous le nom de B 6. La section ouest de Vienenburg à Bernburg est achevée en 2011 et mise à niveau vers la BAB 36 le 1er janvier 2019.

## A 36-Bernburg-Köthen-A9
Alors que la section de l'actuelle A 36 a quatre voies et une largeur de 26 m, à partir de la BAB 14, la section de la route est réduite à 21 m sans accotement, de la soi-disant Nordspange près de Bernburg à l'A9 avec 15,5 m et trois voies avec voies de dépassement alternées (route en 2+1). La route construite à partir de Bernburg n'est également plus sans passage, car seuls 15 000 véhicules sont attendus quotidiennement au lieu de 36 000 véhicules dans le tronçon précédent.
Pour l'extension du projet B-6n (en tant que B 6) de l'A 14 par Köthen à l'A 9, l'Union européenne contribue avec 85 millions des 131 millions d'euros de coûts de construction prévus. À Thurland (environ 5 km au sud de la jonction Dessau-Süd), une connexion à l'A 9 est prévue sous le nom d'échangeur autoroutier de Thurland. Le permis d'urbanisme pour cette extension existe depuis le 17 décembre 2012 et le coût de cette section de 15 km est estimé à 36 millions d'euros. La section est maintenant (à partir de juin 2019) conçue comme B 6.
Il existe des projets pour une poursuite en direction de la Saxe ou du Brandebourg : à partir de 2010, l'itinéraire devrait amener à Bad Düben (Saxe). Alternativement, il est envisagé de prolonger l'itinéraire par Gräfenhainichen en direction de Lutherstadt Wittenberg au lieu d'un tour par Bad Düben en direction de Torgau afin, entre autres, de ne pas couper à travers la lande de Düben.
La construction de la Bundesstraße 6 entre l'échangeur de Vienenburg et la jonction de Köthen est terminée. Le tronçon entre Vienenburg et Aschersleben-West est signalé par la B 6, le tronçon entre Aschersleben-West et Bernburg en plus (et plus loin jusqu'à Köthen exclusivement) par le B 185.
Les tronçons de construction B6 1 à 13 sont exploités en tant que Bundesautobahn 36 depuis janvier 2019. Les sections 14 à 16 sont également achevées et sont maintenant en cours d'exécution, la connexion à l'A 9 à partir de la section 17 est terminée et la construction de la liaison longue de 10 km est retardée pendant des années.